# Motorrad-Weltmeisterschaft 1965
Die Motorrad-WM-Saison 1965 war die 17. in der Geschichte der FIM-Motorrad-Straßenweltmeisterschaft.
In der Klasse bis 500 cm³ wurden zehn, in der Klasse bis 350 cm³ neun, in der Klasse bis 250 cm³ 13, in der Klasse bis 125 cm³ zwölf, in der Klasse bis 50 cm³ acht und bei den Gespannen sieben Rennen ausgetragen.

## Punkteverteilung
| Punktewertung | Punktewertung | Punktewertung | Punktewertung | Punktewertung | Punktewertung | Punktewertung |
| ------------- | ------------- | ------------- | ------------- | ------------- | ------------- | ------------- |
| Platz         | 1             | 2             | 3             | 4             | 5             | 6             |
| Punkte        | 8             | 6             | 4             | 3             | 2             | 1             |

- Die Zahl gewerteter Läufe wurde bei gerader Anzahl an ausgetragenen Rennen berechnet, indem man diese Anzahl halbierte und dann mit eins addierte. Bei sechs Rennen gingen also vier in die WM-Wertung ein.
- Wurde eine ungerade Zahl Rennen ausgetragen, wurde die Zahl der Läufe mit eins addiert und dann halbiert. Bei sieben Rennen gingen somit vier in die Wertung ein.

## Wissenswertes
- Giacomo Agostini holt beim 29. GP von Deutschland auf der Nürburgring-Südschleife in der 350-cm³-Klasse seinen ersten von insgesamt 122 Siegen in der Motorrad-WM.

## 500-cm³-Klasse

### Rennergebnisse
|    | Datum      | Rennen                  | Strecke                  | Platz 1          | Platz 2          | Platz 3           | Schn. Runde      |
| -- | ---------- | ----------------------- | ------------------------ | ---------------- | ---------------- | ----------------- | ---------------- |
| 1  | 20.–21.02. | GP der USA              | Daytona                  | Mike Hailwood    | Buddy Parriott   | Roger Beaumont    | Mike Hailwood    |
| 2  | 24.–25.04. | 29. GP von Deutschland  | Nürburgring- Südschleife | Mike Hailwood    | Giacomo Agostini | Walter Scheimann  | Mike Hailwood    |
| 3  | 18.06.     | 47. Isle of Man TT      | Mountain Course          | Mike Hailwood    | Joe Dunphy       | Mike Duff         | Mike Hailwood    |
| 4  | 26.06.     | 35. Dutch TT            | Assen                    | Mike Hailwood    | Giacomo Agostini | Paddy Driver      | Mike Hailwood    |
| 5  | 04.07.     | 38. GP von Belgien      | Spa-Francorchamps        | Mike Hailwood    | Giacomo Agostini | Derek Minter      | Mike Hailwood    |
| 6  | 18.07.     | 8. GP der DDR           | Sachsenring              | Mike Hailwood    | Giacomo Agostini | Paddy Driver      | Mike Hailwood    |
| 7  | 25.07.     | GP der Tschechoslowakei | Masaryk-Ring             | Mike Hailwood    | Giacomo Agostini | Jack Ahearn       | Mike Hailwood    |
| 8  | 07.08.     | 37. Ulster GP           | Dundrod                  | Dick Creith      | Paddy Driver     | Chris Conn        | Paddy Driver     |
| 9  | 22.08.     | GP von Finnland         | Imatra                   | Giacomo Agostini | Paddy Driver     | Fred Stevens      | Giacomo Agostini |
| 10 | 05.09.     | 43. GP der Nationen     | Monza                    | Mike Hailwood    | Giacomo Agostini | František Šťastný | Mike Hailwood    |

### Fahrerwertung
| 1  | Mike Hailwood     | MV Agusta          | 48 (64) |
| 2  | Giacomo Agostini  | MV Agusta          | 38 (44) |
| 3  | Paddy Driver      | Matchless          | 26      |
| 4  | Fred Stevens      | Matchless          | 15      |
| 5  | Jack Ahearn       | Norton             | 9       |
| 6  | Dick Creith       | Norton             | 8       |
| 7  | Jack Findlay      | McIntyre-Matchless | 8       |
| 8  | Buddy Parriott    | Norton             | 6       |
| 9  | Joe Dunphy        | Norton             | 6       |
| 10 | František Šťastný | Jawa               | 5       |
| 11 | Roger Beaumont    | Norton             | 4       |
|    | Walter Scheimann  | Norton             | 4       |
| 13 | Mike Duff         | Matchless          | 4       |
| 14 | Derek Minter      | Norton             | 4       |
| 15 | Chris Conn        | Norton             | 4       |

| 16 | Ian Burne          | Norton     | 4 |
| 17 | Kenneth King       | Norton     | 3 |
|    | John Cooper        | Norton     | 3 |
|    | Jouko Ryhänen      | Matchless  | 3 |
| 20 | Ed La Belle        | Norton     | 2 |
|    | Eduard Lenz        | Norton     | 2 |
|    | Selwyn Griffiths   | Matchless  | 2 |
|    | Giuseppe Mandolini | Moto Guzzi | 2 |
| 24 | Gyula Marsovszky   | Matchless  | 2 |
| 25 | Ivor Lloyd         | Norton     | 1 |
|    | Billie Nelson      | Norton     | 1 |
|    | Billie McCosh      | Matchless  | 1 |
|    | Dan Shorey         | Norton     | 1 |
|    | Robin Fitton       | Norton     | 1 |
|    | Lewis Young        | Matchless  | 1 |

(Punkte in Klammern inklusive Streichresultate)

### Konstrukteurswertung
| 1 | MV Agusta  | 48 (72) |
| 2 | Norton     | 32 (38) |
| 3 | Matchless  | 27 (36) |
| 4 | Jawa       | 5       |
| 5 | Moto Guzzi | 2       |

(Punkte in Klammern inklusive Streichresultate)

## 350-cm³-Klasse

### Rennergebnisse
|   | Datum      | Rennen                  | Strecke                  | Platz 1           | Platz 2          | Platz 3             | Schn. Runde      |
| - | ---------- | ----------------------- | ------------------------ | ----------------- | ---------------- | ------------------- | ---------------- |
| 1 | 24.–25.04. | 29. GP von Deutschland  | Nürburgring- Südschleife | Giacomo Agostini  | Mike Hailwood    | Gustav Havel        | Giacomo Agostini |
| 2 | 18.06.     | 47. Isle of Man TT      | Mountain Course          | Jim Redman        | Phil Read        | Giacomo Agostini    | Mike Hailwood    |
| 3 | 26.06.     | 35. Dutch TT            | Assen                    | Jim Redman        | Mike Hailwood    | Giacomo Agostini    | Jim Redman       |
| 4 | 17.07.     | 8. GP der DDR           | Sachsenring              | Jim Redman        | Derek Woodman    | Gustav Havel        | Giacomo Agostini |
| 5 | 25.07.     | GP der Tschechoslowakei | Masaryk-Ring             | Jim Redman        | Derek Woodman    | Nikolaj Sevast'ânov | Jim Redman       |
| 6 | 07.08.     | 37. Ulster GP           | Dundrod                  | František Šťastný | Bruce Beale      | Gustav Havel        | Jim Redman       |
| 7 | 22.08.     | GP von Finnland         | Imatra                   | Giacomo Agostini  | Bruce Beale      | František Boček     | Giacomo Agostini |
| 8 | 05.09.     | 43. GP der Nationen     | Monza                    | Giacomo Agostini  | Silvio Grassetti | Tarquinio Provini   | Mike Hailwood    |
| 9 | 23.–24.10. | GP von Japan            | Suzuka                   | Mike Hailwood     | Jim Redman       | Isamu Kasuya        | Mike Hailwood    |

### Fahrerwertung
| 1  | Jim Redman          | Honda       | 38      |
| 2  | Giacomo Agostini    | MV Agusta   | 32 (34) |
| 3  | Mike Hailwood       | MV Agusta   | 20      |
| 4  | Bruce Beale         | Honda       | 15      |
| 5  | František Šťastný   | Jawa        | 14      |
| 6  | Derek Woodman       | A.J.S. / MZ | 14      |
| 7  | Gustav Havel        | Jawa        | 12      |
| 8  | Renzo Pasolini      | Aermacchi   | 9       |
| 9  | Phil Read           | Yamaha      | 6       |
|    | Silvio Grassetti    | Bianchi     | 6       |
| 11 | František Boček     | Jawa        | 6       |
| 12 | Gilberto Milani     | Aermacchi   | 6       |
| 13 | Nikolaj Sevast'ânov | CKEB        | 4       |

|    | Tarquinio Provini | Benelli     | 4 |
|    | Isamu Kasuya      | Honda       | 4 |
| 16 | Chris Conn        | Norton      | 3 |
|    | Agne Carlsson     | AJS         | 3 |
|    | Isao Yamashita    | Honda       | 3 |
| 19 | Griff Jenkins     | Norton      | 3 |
|    | John Cooper       | Norton      | 3 |
| 21 | Endel Kiisa       | CKEB        | 2 |
|    | Lewis Young       | AJS         | 2 |
| 23 | Dan Shorey        | Norton      | 2 |
| 24 | Paddy Driver      | AJS         | 1 |
|    | Eric Hinton       | Norton      | 1 |
|    | Bill Smith        | AJS / Honda | 1 |

(Punkte in Klammern inklusive Streichresultate)

### Konstrukteurswertung
| 1  | Honda     | 38 (50) |
| 2  | MV Agusta | 38 (42) |
| 3  | Jawa      | 23      |
| 4  | MZ        | 14      |
| 5  | Aermacchi | 11      |
| 6  | Norton    | 8 (9)   |
| 7  | Yamaha    | 6       |
|    | Bianchi   | 6       |
| 9  | CKEB      | 6       |
| 10 | Benelli   | 4       |
| 11 | A.J.S.    | 4       |

(Punkte in Klammern inklusive Streichresultate)

## 250-cm³-Klasse

### Rennergebnisse
|    | Datum      | Rennen                  | Strecke                  | Platz 1           | Platz 2      | Platz 3          | Schn. Runde       |
| -- | ---------- | ----------------------- | ------------------------ | ----------------- | ------------ | ---------------- | ----------------- |
| 1  | 20.–21.02. | GP der USA              | Daytona                  | Phil Read         | Mike Duff    | Silvio Grassetti | Phil Read         |
| 2  | 24.–25.04. | 29. GP von Deutschland  | Nürburgring- Südschleife | Phil Read         | Mike Duff    | Ramón Torras     | Phil Read         |
| 3  | 09.05.     | 15. GP von Spanien      | Montjuïc                 | Phil Read         | Ramón Torras | Mike Duff        | Phil Read         |
| 4  | 16.05.     | GP von Frankreich       | Rouen                    | Phil Read         | Bruce Beale  | Barry Smith      | Jim Redman        |
| 5  | 14.06.     | 47. Isle of Man TT      | Mountain Course          | Jim Redman        | Mike Duff    | Frank Perris     | Jim Redman        |
| 6  | 26.06.     | 35. Dutch TT            | Assen                    | Phil Read         | Jim Redman   | Mike Duff        | Phil Read         |
| 7  | 04.07.     | 38. GP von Belgien      | Spa-Francorchamps        | Jim Redman        | Phil Read    | Mike Duff        | Phil Read         |
| 8  | 18.07.     | 8. GP der DDR           | Sachsenring              | Jim Redman        | Phil Read    | Derek Woodman    | Jim Redman        |
| 9  | 25.07.     | GP der Tschechoslowakei | Masaryk-Ring             | Phil Read         | Mike Duff    | Jim Redman       | Mike Duff         |
| 10 | 07.08.     | 37. Ulster GP           | Dundrod                  | Phil Read         | Mike Duff    | Derek Woodman    | Phil Read         |
| 11 | 22.08.     | GP von Finnland         | Imatra                   | Mike Duff         | Heinz Rosner | Ralph Bryans     | Mike Duff         |
| 12 | 05.09.     | 43. GP der Nationen     | Monza                    | Tarquinio Provini | Heinz Rosner | Remo Venturi     | Tarquinio Provini |
| 13 | 23.–24.10. | GP von Japan            | Suzuka                   | Mike Hailwood     | Isamu Kasuya | Bill Ivy         | Mike Hailwood     |

### Fahrerwertung
| 1  | Phil Read         | Yamaha    | 56 (68) |
| 2  | Mike Duff         | Yamaha    | 42 (50) |
| 3  | Jim Redman        | Honda     | 34      |
| 4  | Heinz Rosner      | MZ        | 18      |
| 5  | Derek Woodman     | MZ        | 15      |
| 6  | Bruce Beale       | Honda     | 14      |
| 7  | Tarquinio Provini | Benelli   | 11      |
| 8  | Ramón Torras (†)  | Bultaco   | 10      |
| 9  | Frank Perris      | Suzuki    | 9       |
| 10 | Mike Hailwood     | Honda     | 8       |
| 11 | František Šťastný | Jawa (ČZ) | 8       |
| 12 | Isamu Kasuya      | Honda     | 6       |
| 13 | Ralph Bryans      | Honda     | 6       |
| 14 | Yoshimi Katayama  | Suzuki    | 6       |
| 15 | Giuseppe Visenzi  | Aermacchi | 5       |
| 16 | Silvio Grassetti  | Morini    | 4       |
| 17 | Barry Smith       | Bultaco   | 4       |

|    | Remo Venturi        | Benelli     | 4 |
|    | Bill Ivy            | Yamaha      | 4 |
| 20 | Ginger Molloy       | Bultaco     | 4 |
| 21 | Jean-Claude Guénard | Bultaco     | 3 |
|    | Gosuke Yamashita    | Honda       | 3 |
| 23 | Günter Beer         | Honda       | 3 |
| 24 | José Maria Busquets | Montesa     | 2 |
|    | Kevin Cass          | Cotton      | 2 |
|    | Rex Avery           | Bultaco     | 2 |
|    | Hiroshi Hasegawa    | Yamaha      | 2 |
| 28 | John Buckner        | Yamaha      | 1 |
|    | Gilberto Milani     | Aermacchi   | 1 |
|    | Alberto Pagani      | Aermacchi   | 1 |
|    | Alain Barbaroux     | Aermacchi   | 1 |
|    | David Williams      | F.B Mondial | 1 |
|    | Bob Coulter         | Bultaco     | 1 |

(Punkte in Klammern inklusive Streichresultate)

### Konstrukteurswertung
| 1  | Yamaha      | 56 (86) |
| 2  | Honda       | 48 (57) |
| 3  | MZ          | 27      |
| 4  | Bultaco     | 19      |
| 5  | Suzuki      | 13      |
| 6  | Benelli     | 11      |
| 7  | ČZ          | 8       |
| 8  | Aermacchi   | 7       |
| 9  | Morini      | 4       |
| 10 | Montesa     | 2       |
|    | Cotton      | 2       |
| 12 | F.B Mondial | 1       |

(Punkte in Klammern inklusive Streichresultate)

## 125-cm³-Klasse

### Rennergebnisse
|    | Datum      | Rennen                  | Strecke                  | Platz 1       | Platz 2          | Platz 3         | Schn. Runde   |
| -- | ---------- | ----------------------- | ------------------------ | ------------- | ---------------- | --------------- | ------------- |
| 1  | 20.–21.02. | GP der USA              | Daytona                  | Hugh Anderson | Ernst Degner     | Frank Perris    | Hugh Anderson |
| 2  | 24.–25.04. | 29. GP von Deutschland  | Nürburgring- Südschleife | Hugh Anderson | Frank Perris     | Ramón Torras    | Hugh Anderson |
| 3  | 09.05.     | 15. GP von Spanien      | Montjuïc                 | Hugh Anderson | Frank Perris     | Derek Woodman   | Frank Perris  |
| 4  | 16.05.     | GP von Frankreich       | Rouen                    | Hugh Anderson | Ernst Degner     | Frank Perris    | Hugh Anderson |
| 5  | 16.06.     | 47. Isle of Man TT      | Mountain Course          | Phil Read     | Luigi Taveri     | Mike Duff       | Hugh Anderson |
| 6  | 26.06.     | 35. Dutch TT            | Assen                    | Mike Duff     | Yoshimi Katayama | Hugh Anderson   | Hugh Anderson |
| 7  | 18.07.     | 8. GP der DDR           | Sachsenring              | Frank Perris  | Dieter Krumpholz | Derek Woodman   | Frank Perris  |
| 8  | 25.07.     | GP der Tschechoslowakei | Masaryk-Ring             | Frank Perris  | Derek Woodman    | Heinz Rosner    | Hugh Anderson |
| 9  | 07.08.     | 37. Ulster GP           | Dundrod                  | Ernst Degner  | Klaus Enderlein  | Derek Woodman   | Ernst Degner  |
| 10 | 22.08.     | GP von Finnland         | Imatra                   | Hugh Anderson | Frank Perris     | Joachim Leitert | Hugh Anderson |
| 11 | 05.09.     | 43. GP der Nationen     | Monza                    | Hugh Anderson | Frank Perris     | Derek Woodman   | Hugh Anderson |
| 12 | 23.–24.10. | GP von Japan            | Suzuka                   | Hugh Anderson | Luigi Taveri     | Ralph Bryans    | Luigi Taveri  |

### Fahrerwertung
| 1  | Hugh Anderson    | Suzuki  | 56 (62) |
| 2  | Frank Perris     | Suzuki  | 44 (48) |
| 3  | Derek Woodman    | MZ      | 28 (30) |
| 4  | Ernst Degner     | Suzuki  | 23      |
| 5  | Luigi Taveri     | Honda   | 14      |
| 6  | Mike Duff        | Yamaha  | 12      |
| 7  | Klaus Enderlein  | MZ      | 11      |
| 8  | Ralph Bryans     | Honda   | 11      |
| 9  | Joachim Leitert  | MZ      | 10      |
| 10 | Phil Read        | Yamaha  | 8       |
| 11 | Yoshimi Katayama | Suzuki  | 6       |
|    | Dieter Krumpholz | MZ      | 6       |
| 13 | Bill Ivy         | Yamaha  | 6       |
| 14 | Bruce Beale      | Honda   | 6       |
| 15 | Ramón Torras (†) | Bultaco | 4       |
|    | Heinz Rosner     | MZ      | 4       |

| 17 | Roland Rentzsch      | MZ          | 4 |
| 18 | Rick Schell          | Honda       | 3 |
|    | Bruno Spaggiari      | Ducati      | 3 |
| 20 | Giuseppe Visenzi     | Honda       | 3 |
| 21 | Jeff Tate            | Honda       | 2 |
|    | Hans Georg Anscheidt | MZ-Kreidler | 2 |
|    | Yasuharu Yuzawa      | Honda       | 2 |
| 24 | Bo Gehring           | Bultaco     | 1 |
|    | Walter Scheimann     | Honda       | 1 |
|    | Arthur Fegbli        | Honda       | 1 |
|    | Jürgen Lenk          | MZ          | 1 |
|    | František Boček      | ČZ          | 1 |
|    | Tommy Robb           | Bultaco     | 1 |
|    | Ginger Molloy        | Bultaco     | 1 |
|    | Hironori Matsushima  | Yamaha      | 1 |

(Punkte in Klammern inklusive Streichresultate)

### Konstrukteurswertung
| 1 | Suzuki      | 48 (88) |
| 2 | MZ          | 30 (38) |
| 3 | Honda       | 23 (29) |
| 4 | Yamaha      | 19      |
| 5 | Bultaco     | 7       |
| 6 | Ducati      | 3       |
| 7 | MZ-Kreidler | 2       |
| 8 | ČZ          | 1       |

(Punkte in Klammern inklusive Streichresultate)

## 50-cm³-Klasse

### Rennergebnisse
|   | Datum      | Rennen                 | Strecke                  | Platz 1       | Platz 2       | Platz 3             | Schn. Runde   |
| - | ---------- | ---------------------- | ------------------------ | ------------- | ------------- | ------------------- | ------------- |
| 1 | 20.–21.02. | GP der USA             | Daytona                  | Ernst Degner  | Hugh Anderson | Michio Ichino       | Hugh Anderson |
| 2 | 24.–25.04. | 29. GP von Deutschland | Nürburgring- Südschleife | Ralph Bryans  | Luigi Taveri  | Hugh Anderson       | Luigi Taveri  |
| 3 | 09.05.     | 15. GP von Spanien     | Montjuïc                 | Hugh Anderson | Ralph Bryans  | José Maria Busquets | Hugh Anderson |
| 4 | 16.05.     | GP von Frankreich      | Rouen                    | Ralph Bryans  | Luigi Taveri  | Ernst Degner        | Ernst Degner  |
| 5 | 16.06.     | 47. Isle of Man TT     | Mountain Course          | Luigi Taveri  | Hugh Anderson | Ernst Degner        | Luigi Taveri  |
| 6 | 26.06.     | 35. Dutch TT           | Assen                    | Ralph Bryans  | Hugh Anderson | Luigi Taveri        | Hugh Anderson |
| 7 | 04.07.     | 38. GP von Belgien     | Spa-Francorchamps        | Ernst Degner  | Hugh Anderson | Luigi Taveri        | Luigi Taveri  |
| 8 | 23.–24.10. | GP von Japan           | Suzuka                   | Luigi Taveri  | Ralph Bryans  | Mitsuo Itō          | Hugh Anderson |

### Fahrerwertung
| 1 | Ralph Bryans         | Honda             | 36 (38) |
| 2 | Luigi Taveri         | Honda             | 32 (39) |
| 3 | Hugh Anderson        | Suzuki            | 32 (37) |
| 4 | Ernst Degner         | Suzuki            | 26      |
| 5 | Mitsuo Itō           | Suzuki            | 16      |
| 6 | Michio Ichino        | Suzuki            | 6       |
| 7 | Hans Georg Anscheidt | Kreidler / Suzuki | 6       |
| 8 | José Maria Busquets  | Derbi             | 4       |
| 9 | Jacques Roca         | Derbi             | 4       |

| 10 | Haruo Koshino    | Suzuki   | 3 |
|    | Charlie Mates    | Honda    | 3 |
| 12 | Ángel Nieto      | Derbi    | 2 |
|    | Ian Plumridge    | Derbi    | 2 |
| 14 | Cees van Dongen  | Kreidler | 2 |
| 15 | Gastón Biscia    | Suzuki   | 1 |
|    | Barry Smith      | Derbi    | 1 |
|    | Leslie Griffiths | Honda    | 1 |
|    | Akira Itoh       | Honda    | 1 |

(Punkte in Klammern inklusive Streichresultate)

### Konstrukteurswertung
| 1 | Honda    | 40 (60) |
| 2 | Suzuki   | 38 (48) |
| 3 | Derbi    | 12      |
| 4 | Kreidler | 5       |

(Punkte in Klammern inklusive Streichresultate)

## Gespanne (500 cm³)

### Rennergebnisse
|   | Datum      | Rennen                 | Strecke                  | Platz 1                           | Platz 2                             | Platz 3                              | Schn. Runde                                                            |
| - | ---------- | ---------------------- | ------------------------ | --------------------------------- | ----------------------------------- | ------------------------------------ | ---------------------------------------------------------------------- |
| 1 | 24.–25.04. | 29. GP von Deutschland | Nürburgring- Südschleife | Fritz Scheidegger / John Robinson | Siegfried Schauzu / Horst Schneider | Arsenius Butscher / Wolfgang Kalauch | Fritz Scheidegger / John Robinson                                      |
| 2 | 09.05.     | 15. GP von Spanien     | Montjuïc                 | Max Deubel / Emil Hörner          | Fritz Scheidegger / John Robinson   | Arsenius Butscher / Wolfgang Kalauch | Max Deubel / Emil Hörner                                               |
| 3 | 16.05.     | GP von Frankreich      | Rouen                    | Florian Camathias / Franz Ducret  | Fritz Scheidegger / John Robinson   | Max Deubel / Emil Hörner             | Florian Camathias / Franz Ducret und Fritz Scheidegger / John Robinson |
| 4 | 14.06.     | 47. Isle of Man TT     | Mountain Course          | Max Deubel / Emil Hörner          | Fritz Scheidegger / John Robinson   | Georg Auerbacher / Peter Rykers      | Max Deubel / Emil Hörner                                               |
| 5 | 26.06.     | 35. Dutch TT           | Assen                    | Fritz Scheidegger / John Robinson | Chris Vincent / Fred Roche          | Colin Seeley / Wally Rawlings        | Fritz Scheidegger / John Robinson                                      |
| 6 | 04.07.     | 38. GP von Belgien     | Spa-Francorchamps        | Fritz Scheidegger / John Robinson | Max Deubel / Emil Hörner            | Pip Harris / Ray Campbell            | Fritz Scheidegger / John Robinson                                      |
| 7 | 05.09.     | 43. GP der Nationen    | Monza                    | Fritz Scheidegger / John Robinson | Georg Auerbacher / Eduard Dein      | Otto Kölle / Heinz Marquardt         | Fritz Scheidegger / John Robinson                                      |

### Fahrerwertung
| 1  | Fritz Scheidegger     | John Robinson                                                        | BMW       | 32 (50) |
| 2  | Max Deubel            | Emil Hörner                                                          | BMW       | 26      |
| 3  | Georg Auerbacher      | Peter Rykers bzw. Eduard Dein                                        | BMW       | 15      |
| 4  | Florian Camathias (†) | Franz Ducret                                                         | BMW       | 10      |
| 5  | Arsenius Butscher     | Wolfgang Kalauch                                                     | BMW       | 9       |
| 6  | Heinz Luthringshauser | Hermann Hahn                                                         | BMW       | 9       |
| 7  | Chris Vincent         | John Cooper bzw. Armgard Neumann bzw. Terry Harrison bzw. Fred Roche | BMW       | 8       |
| 8  | Otto Kölle            | Heinz Marquardt                                                      | BMW       | 8       |
| 9  | Barry Thompson        | Richard Bradley                                                      | BMW       | 7       |
| 10 | Siegfried Schauzu     | Horst Schneider                                                      | BMW       | 6       |
| 11 | Colin Seeley          | Wally Rawlings                                                       | BMW       | 6       |
| 12 | Pip Harris            | Ray Campbell                                                         | BMW       | 4       |
| 13 | August Wolf           | Lothar Ronsdorf bzw. Werner Zielaff                                  | BMW       | 3       |
|    | Giuseppe Dal-Toe      | Aldo Ramoli                                                          | BMW       | 3       |
| 15 | Fred Huber            | Josef Huber                                                          | BMW       | 2       |
| 16 | Trevor Davies         | John Gauge                                                           | Matchless | 1       |
|    | Charlie Freeman       | Billie Nelson                                                        | Norton    | 1       |

(Punkte in Klammern inklusive Streichresultate)

### Konstrukteurswertung
| 1 | BMW       | 32 (56) |
| 2 | Matchless | 1       |
|   | Norton    | 1       |

(Punkte in Klammern inklusive Streichresultate)